# Östliche Orthodoxie in Bosnien und Herzegowina

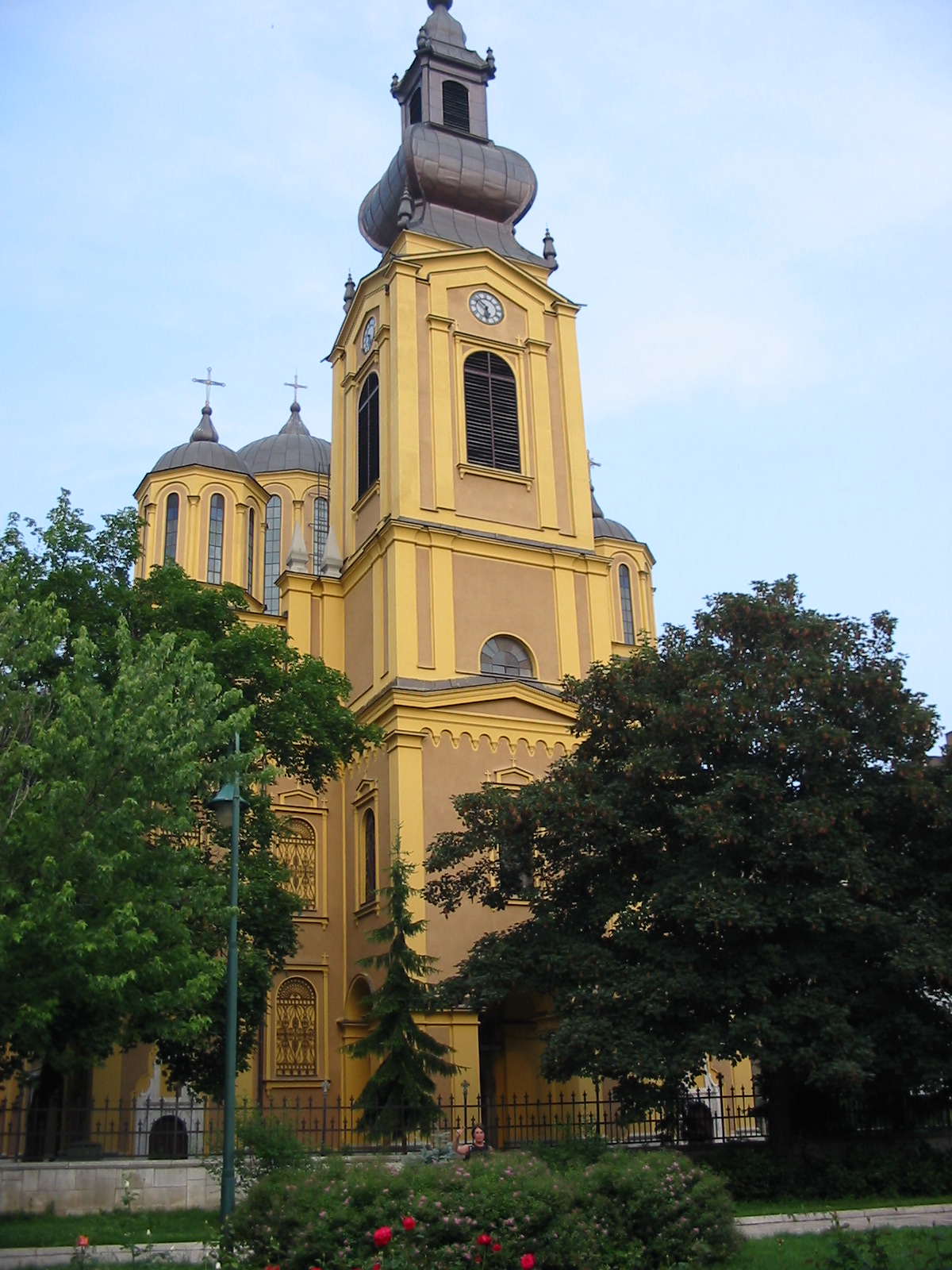
Serbisch-orthodoxe Kathedrale in Sarajevo

Die östliche orthodoxe Kirche ist die am weitesten verbreitete christliche Konfession in Bosnien und Herzegowina und die zweitgrößte religiöse Gruppe im Land, nach dem Islam und andererseits gefolgt vom römischen Katholizismus. Die überwiegende Mehrheit der orthodoxen Christen gehört der Serbisch-Orthodoxen Kirche an. Gemäß der Statistik machen orthodoxe Christen 31 % der Bevölkerung des Landes aus.

## Geschichte
Ende des Hochmittelalters war die östliche Orthodoxie nach einer Zeit der Herrschaft des Königreichs von Serbien in Gestalt der Serbisch-Orthodoxen Kirche im Osten der Herzegowina, und zwar in Zahumlje, fest etabliert. Zahumlje wurde durch Stjepan II. Kotromanić in den späten 1320ern erobert und war fortan Teil des bosnischen Banat (später Königreich), in dem die Römisch-Katholische Kirche und die einheimische Bosnische Kirche um die Vorherrschaft wetteiferten. In diesem politischen Klima scheint die östlichen Orthodoxie nie richtig in das mittelalterliche Bosnien jenseits Podrinje eingedrungen zu sein.
Die osmanische Eroberung des Königreiches von Bosnien 1463 führte zu drastischen Veränderungen in der konfessionellen Struktur von Bosnien und Herzegowina mit dem Eindringen des Islam und dem sich nach Bosnien ausbreitenden orthodoxen Christentum. Sultan Mehmed II. sagte zu, das orthodoxe Christentum zu respektieren und wie alle orthodoxen Kirchen erfreute sich die Serbisch-Orthodoxe Kirche der Unterstützung durch den osmanischen Staat. Die Osmanen siedelten eine große Zahl orthodoxer Christen in Bosnien an, einschließlich der Walachen aus dem Osten des Balkan.
Die Konversion der Anhänger der Bosnischen Kirche beförderte die Ausbreitung der östlichen Orthodoxie. Später wurden die während der Osmanisch-Habsburgischen Kriege von den Katholiken verlassene Gebiete mit Muslimen und orthodoxen Christen besiedelt. Die osmanische Herrschaft begünstigte die Orthodoxe Kirche gegenüber der Katholischen konsequent und drängte aus politischem Interesse die Katholiken zum Übertritt zur Orthodoxie: während die gesamte orthodoxe Hierarchie dem Sultan untergeben war, verdächtigte man die Katholiken, mit Rom zu konspirieren.
Während den Katholiken lediglich erlaubt war, bereits bestehende Sakralbauten zu reparieren, begann im Nordwesten 1515 eine lange Reihe von Bauten orthodoxer Klöster und Kirchen in ganz Bosnien. Schon 1489 amtierte in Sarajevo ein orthodoxer Priester und die erste orthodoxe Kirche der Stadt wurde zwischen 1520 und 1539 erbaut. Um 1532 hatten bosnische orthodoxe Christen ihren eigenen Metropoliten, der offiziell 1699 in Sarajevo Residenz nahm. Ende des 18. Jahrhunderts hatte der Metropolit von Bosnien das Weisungsrecht über die orthodoxen Bischöfe von Mostar, Zvornik, Novi Pazar und Sarajevo.
Das Blatt wendete sich schließlich gegen die Kirche, als der orthodoxe Klerus die Loyalität zum Sultan aufkündigte und begann, Partei für die Bauernaufstände zu ergreifen. Die Osmanen schafften das Patriarchenkloster Peć ab und ab den späten 1760ern bis 1880 unterstanden die Orthodoxen direkt dem ökumenischen Patriarchat von Konstantinopel. Als solches wurde es von Phanarioten geführt, Griechen in Istanbul. Mitte des 19. Jahrhunderts gab es mehr als 400 orthodoxe Priester in Bosnien und Herzegowina; es war eine Zeit erneuerten Wohlstandes für die östliche Orthodoxie des Landes. Während der Zugehörigkeit Bosnien und Herzegowinas zu Österreich-Ungarn wurde von der Führung in Wien die Gründung einer eigenen bosnisch-orthodoxen Kirche und deren Unterstellung unter das eigene Patriarchat in Karlowitz geplant. Im Jahr 1920, nach dem Ersten Weltkrieg und der Schaffung des Königreiches Jugoslawien, kam die Region wieder unter die religiöse Autorität der neuerlich wiedervereinten Serbischen Orthodoxen Kirche unter Patriarch Dimitrije.

## Christlich-orthodoxe Stätten
- Mariä-Geburt-Kathedrale
- Kloster Tavna
- Kloster Žitomislići